# Oligonychus keiferi
Oligonychus keiferi är en spindeldjursart som beskrevs av James P. Tuttle och Baker 1968. Oligonychus keiferi ingår i släktet Oligonychus och familjen Tetranychidae. Inga underarter finns listade i Catalogue of Life.